# آن كوكس شامبرز
آن كوكس شامبرز (1 ديسمبر 1919 - 31 يناير 2020) (بالإنجليزية: Anne Cox Chambers)‏ هي دبلوماسية أمريكية، شغلت منصب سفيرة الولايات المتحدة لدى بلجيكا في الفترة بين (1977-1981).
ولدت في 1 ديسمبر 1919 في دايتون في الولايات المتحدة. وتوفيت يوم 31 يناير 2020.

## وصلات خارجية
- آن كوكس شامبرز على موقع إن إن دي بي (الإنجليزية)